# August-Wilhelm Scheer

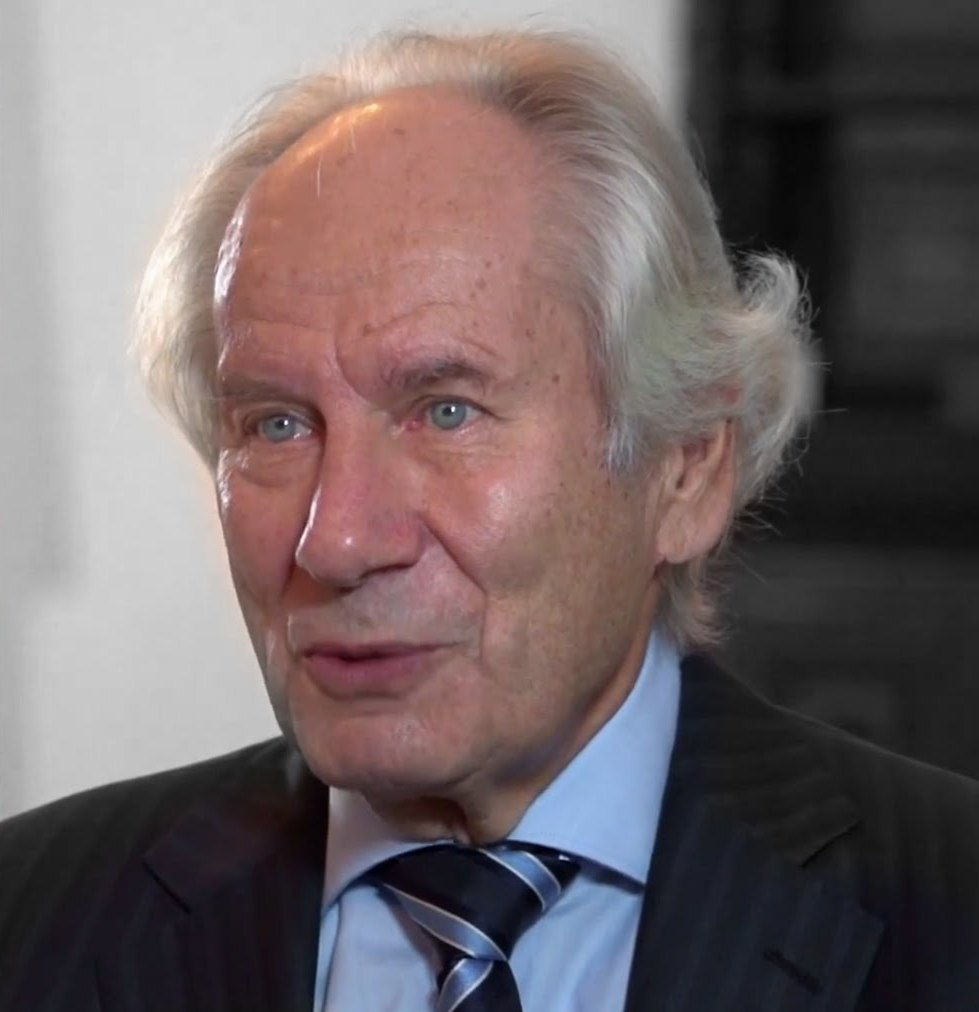
August-Wilhelm Scheer, 2014

August-Wilhelm Scheer (* 27. Juli 1941 in Lübbecke, Westfalen) ist ein deutscher Hochschullehrer und Unternehmer. Er war Direktor des Instituts für Wirtschaftsinformatik, Gründer der IDS Scheer AG und ist Alleininhaber und Geschäftsführer der IDS Scheer Holding in Saarbrücken.

## Leben
Scheer wurde 1972 an der Universität Hamburg mit einer Arbeit über Kosten- und kapazitätsorientierte Ersatzpolitik bei stochastisch ausfallenden Produktionsanlagen promoviert. 1974 habilitierte er sich, ebenfalls in Hamburg, mit einer Arbeit zum Thema Projektsteuerung. Von 1975 bis zu seiner Emeritierung 2006 hatte Scheer die Professur für Betriebswirtschaftslehre, insbesondere Wirtschaftsinformatik, an der Universität des Saarlandes inne und war von 1979 bis 2005 Direktor des Instituts für Wirtschaftsinformatik am Deutschen Forschungszentrum für Künstliche Intelligenz.
Der Schwerpunkt seiner Forschung liegt im Informations- und Geschäftsprozessmanagement. Im Rahmen seiner Forschung gründete er 1984 den Spin-off seines Instituts, die IDS Scheer AG und 1996 die imc AG. Er ist Hauptgesellschafter und Aufsichtsratsvorsitzender beider Gesellschaften. Er schuf die wissenschaftliche Grundlage für das ARIS-Konzept. Das darauf basierende ARIS-Toolset wurde von IDS Scheer entwickelt und vertrieben.
Scheer war mehrfach Mitglied des Aufsichtsrats der SAP AG. Darüber hinaus ist Scheer Herausgeber der Fachzeitschrift Information Management & Consulting, heute IM+io. Von 2007 bis 2011 war er Präsident des Branchenverbandes Bitkom. Als Unternehmer und Protagonist der Zukunftsprojekte „Industrie 4.0“ und „Smart Service World“ der Bundesregierung arbeitet er an der Ausgestaltung der Digital Economy, unter anderem als Co-Vorsitzender der Plattform Digitalisierung in Bildung und Wissenschaft des Digital-Gipfels.
Seit 2010 ist Scheer Alleingesellschafter der IDS Scheer Holding. Start-ups mit Beteiligung der IDS Scheer Holding sind die Unternehmen IS Predict, Okinlab, Backes SRT, Inspirient und Fanomena. An der IMC AG ist die Holding mehrheitlich beteiligt.
Während des saarländischen Landtagswahlkampfes im Jahre 1999 präsentierte Peter Müller Scheer als seinen Wunschkandidaten für den Posten des Wirtschaftsministers. Scheer nahm das Amt nach dem Wahlsieg der CDU aber nicht an. Stattdessen bekleidete er von Ende 1999 bis 2009 das Amt des „Beauftragten des Ministerpräsidenten für die Aufgabenbereiche Innovation, Technologie und Forschung“.
Scheer gilt als versierter und angesehener Baritonsaxophonist; er tritt mit unterschiedlichen Jazz-Combos regelmäßig öffentlich auf. Scheer fördert die Kultur, insbesondere den Jazz, und die Wissenschaft mit Hilfe der 2001 gegründeten August-Wilhelm-Scheer-Stiftung für Wissenschaft und Kunst. Seit 2001 finanziert die Stiftung eine Professur für Jazz an der Hochschule für Musik Saar. Sie ist außerdem Trägerin des August-Wilhelm-Scheer-Instituts für digitale Produkte und Prozesse (gGmbH), das 2014 zur Förderung des anwendungsorientierten Forschungstransfers gegründet wurde. Zudem werden Workshops zum Scouting von Gründungs- und Führungspersönlichkeiten durchgeführt.
Unter seinen Doktoranden und Habilitanden befinden sich führende deutsche Wirtschaftsinformatiker wie Jörg Becker, Helmut Krcmar, Peter Loos oder Oliver Thomas.

## Weitere Aktivitäten und Ehrenämter
- 2003ff. Mitglied des Kuratoriums der Technischen Universität Chemnitz
- 2004ff. Mitglied im Präsidium des Bundesverbandes Informationswirtschaft, Telekommunikation und Neue Medien e. V. Bitkom
- 2004–2005 Mitglied des Kuratoriums des Fraunhofer-Instituts für Angewandte Informationstechnik (FIT)
- 2005ff. Mitglied im Senat der Fraunhofer-Gesellschaft
- 2005ff. Mitglied des Aufsichtsrates der Saarbrücker Zeitung
- 2006–2008 Mitglied im Rat für Innovation und Wachstum der Bundesregierung.
- 2007ff. Vizepräsident des Bundesverbandes der Deutschen Industrie e. V. Bundesverband der Deutschen Industrie
- 2007ff. Mitglied im Aufsichtsrat der Deutschen Messe AG, Hannover
- 2007ff. Jurymitglied bei TOP 100 - Benchmarkingprojekt für die innovativsten Mittelständler[7]

## Ehrungen / Auszeichnungen
- 1997 Ehrendoktorwürde durch die Universität Pilsen[8]
- 2001 Saarländischer Verdienstorden des Ministerpräsidenten
- 2001 Ehrendoktorwürde der Universität Hohenheim
- 2002 Ehrensenator der Hochschule des Saarlandes für Musik und Theater
- 2003 Verleihung des Philip Morris Forschungspreises
- 2003 Entrepreneur des Jahres in der Kategorie „Informationstechnologie“ (Stifter des Preises: Ernst & Young)
- 2005 GI-Fellow der Gesellschaft für Informatik e. V. (GI)
- 2005 Verdienstkreuz 1. Klasse des Verdienstordens der Bundesrepublik Deutschland
- 2005 Erich-Gutenberg-Preis der Erich-Gutenberg-Arbeitsgemeinschaft e. V. (EGA)
- 2010 Design Science Lifetime Achievement Award der Universität St. Gallen[9]
- 2011 Ehrenmitglied der Gesellschaft zur Förderung des Forschungstransfers[10][11]
- 2011 TUM Distinguished Affiliated Professor der Technischen Universität München[12]
- 2012 Dr. Kausch-Preis
- 2017 Aufnahme in die Hall of Fame der deutschen Forschung
- 2022 Ehrenbürger der Landeshauptstadt Saarbrücken. Scheer wurde im Rahmen eines Festaktes am 20. Mai 2022 an der Universität des Saarlandes geehrt. Oberbürgermeister Uwe Conradt sagte in der Laudatio, Scheer erhalte die Ehrung, weil er herausragende Leistungen für Wirtschaft, Wissenschaft und Unternehmertum, aber auch für die Förderung von Kunst und Kultur im Saarland erbracht habe.[13]
- 2023 Ehrendoktorwürde der Widener University, Philadelphia (USA)[14]
- 2023 Verleihung der Rudolf-Diesel-Medaille. Ehrung für „Erfolgreichste Innovationsleistung“.

## Monografien
- Die industrielle Investitionsentscheidung. Eine theoretische und empirische Untersuchung zum Investitionsverhalten in Industrieunternehmungen. Heidelberg 1969, ISBN 3-322-98381-1.
- Instandhaltungspolitik. Heidelberg 1974, ISBN 3-409-34152-8.
- Absatzprognosen. Heidelberg 1983, ISBN 3-540-12934-0.
- EDV-orientierte Betriebswirtschaftslehre. 4. Auflage. Berlin und Heidelberg 1990, ISBN 3-540-52397-9 (englisch: Computer: A Challenge for Business Administration.).
- CIM. Der computergesteuerte Industriebetrieb. 4. Auflage. Berlin und Heidelberg 1990, ISBN 3-540-52158-5 (englisch: CIM. Towards the Factory of the Future.).
- Übungsbuch Wirtschaftsinformatik. Informationssysteme im Industriebetrieb. Berlin und Heidelberg 1992, ISBN 3-540-53560-8.
- Architektur integrierter Informationssysteme. Grundlagen der Unternehmensmodellierung. 2. Auflage. Berlin und Heidelberg 1992, ISBN 3-540-55401-7 (englisch: Architecture of Integrated Information Systems. Foundations of Enterprise Modelling.).
- Wirtschaftsinformatik. Referenzmodelle für industrielle Geschäftsprozesse. 7. Auflage. Berlin und Heidelberg 1997, ISBN 3-540-62967-X (englisch: Business Process Engineering. Reference Models for Industrial Enterprises.).
- Unternehmen gründen ist nicht schwer. Berlin 2000, ISBN 3-540-41063-5 (englisch: Start-ups are Easy, But.).
- ARIS. Modellierungsmethoden, Metamodelle, Anwendungen. 4. Auflage. Berlin 2001, ISBN 3-642-62576-2 (englisch: ARIS. Business Process Modeling.).
- ARIS. Vom Geschäftsprozess zum Anwendungssystem. 4. Auflage. Berlin 2002, ISBN 3-540-65823-8.
- mit Helmut Kruppke und Ralf Heib: E-Government. Prozessoptimierung in der öffentlichen Verwaltung. Berlin 2003, ISBN 3-540-03438-2.
- Unternehmung 4.0. Vom disruptiven Geschäftsmodell zur Automatisierung der Geschäftsprozesse. 3. Auflage. Berlin 2020, ISBN 978-3-658-27693-5.
- Timing - zum effektiven Umgang mit der Zeit. 2021, ISBN 978-3-658-32941-9.
- Composable Enterprise: agil, flexibel, innovativ, ISBN 978-3-658-42482-4.